# Cramps Records
Cramps Records est un label discographique italien, situé à Milan, actif entre 1972 et 1980. 

## Histoire
Cramps Records (dont le nom signifie « Clubs, Records, Agency, Management, Publishing, Shows ») est fondé fin 1972 à Milan par Gianni Sassi, son partenaire historique Sergio Albergoni, le producteur et éditeur Tony Tasinato et par l'un des plus importants promoteurs des années 1970, Franco Mamone, personnages déjà actifs dans le monde musical milanais, dans le but de promouvoir les artistes les plus avant-gardistes qui ne trouvaient pas d'espace dans le circuit discographique traditionnel. Sassi et Albergoni avaient eu une relation de conseil avec Bla Bla, collaborant notamment aux paroles du premier album de Franco Battiato sous le surnom de Frankenstein (né Sergio Albergoni) : c'est pour cette raison que le monstre de Frankenstein est choisi comme symbole du label.
Le premier album publié est Arbeit macht frei par Area : dès ce premier enregistrement, le label met en avant une attention à la partie graphique, en soulignant certaines caractéristiques communes à toutes ses publications (par exemple : caractères italiques pour le titre et la tracklist, l'ingénieur du son appelé meccanico del suono, etc.). D'un point de vue artistique, Cramps se caractérise par le fait d'avoir rassemblé des groupes proches du progressif, notamment du jazz-rock, comme Arti e Mestieri, Venegoni e Co et les Area eux-mêmes, et des auteurs-compositeurs-interprètes non traditionnels proches du rock, comme Eugenio Finardi, Andrea Tich, Alberto Camerini et Claudio Rocchi.
En 1976, les fondateurs de Cramps font partie des promoteurs du Consorzio Comunicazione Sonora, une tentative qui avait pour but de regrouper un certain nombre de labels discographiques alternatifs tels que, outre Cramps, L'Orchestra, Divergo, l'Ultima Spiaggia et Zoo Records (label fondé par Franco Mamone et PFM : sans lien avec le label britannique homonyme fondé en 1978), afin de s'organiser en une structure plus importante capable de concurrencer les multinationales sur le plan industriel et de la distribution ; toutefois, cette tentative échoue après peu de temps, en raison également des différences idéologiques entre les divers groupes, mais surtout parce que les conditions contractuelles de chacun des labels avec leurs distributeurs n'étaient pas homogènes. La gestion de la distribution par un consortium étant économiquement impossible, le Consortium fonctionne pendant un certain temps comme un bureau de presse commun. La distribution de Cramps est d'abord confiée à Dischi Ricordi, puis à PolyGram et enfin, à partir de 1977, à Baby Records de Freddy Naggiar jusqu'en 1980, date à laquelle le label ferme ses portes.
En 1990, Gianni Sassi annonce à la presse son intention de remettre Cramps Records sur le marché, mais sans succès en raison de ses multiples engagements. Après le décès de Gianni Sassi en 1993 et de Franco Mamone en 1998, le catalogue passe à Alfredo Tisocco, musicien et animateur culturel très proche de Gianni Sassi dans sa dernière période d'activité, qui réédite pendant quelques années les succès d'Area avec de nouveaux apports de musique cultivée (sur le modèle des catalogues de Nova Musicha et de Diverso), en maintenant en vie le label Cramps. Les Edizioni musicali Cramps, en revanche, sont vendues à Romolo Ferri, propriétaire d'un groupe d'édition agressif.
En 2012, il collabore sur 1000 e una nota per John Cage de Dia-foria avec des contributions inédites de Paolo Albanin Nanni Balestrini, Achille Bonito Oliva, Emilio Isgrò, Arrigo Lora Totino, Ennio Morricone et Arturo Schwarz. En 2013, le catalogue de Cramps passe chez Sony Music,.
Cramps devait être un modèle pour des projets similaires apparus plus tard (comme le Toast Records basé à Turin et fondé en 1985).